# Restholz

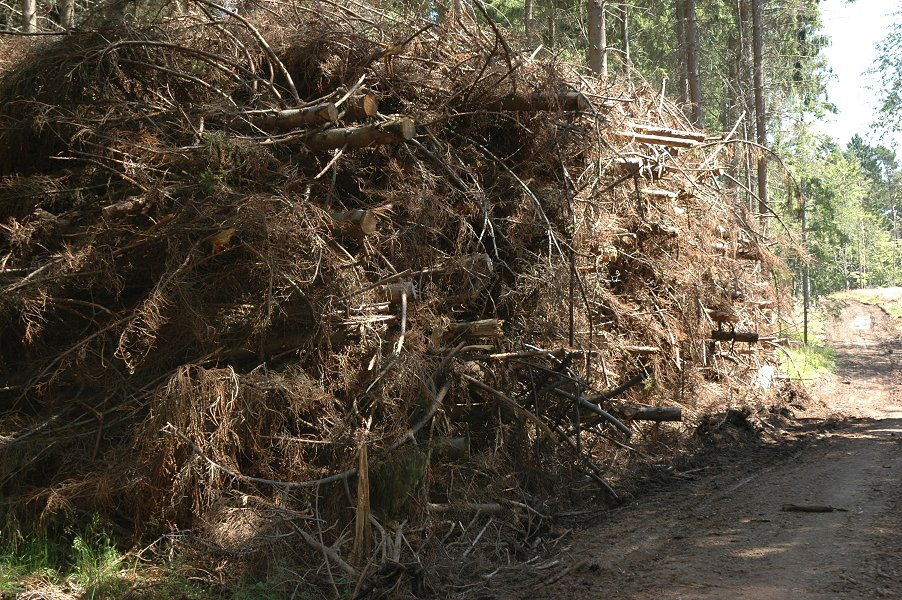
Waldrestholz fällt beim Holzeinschlag an.

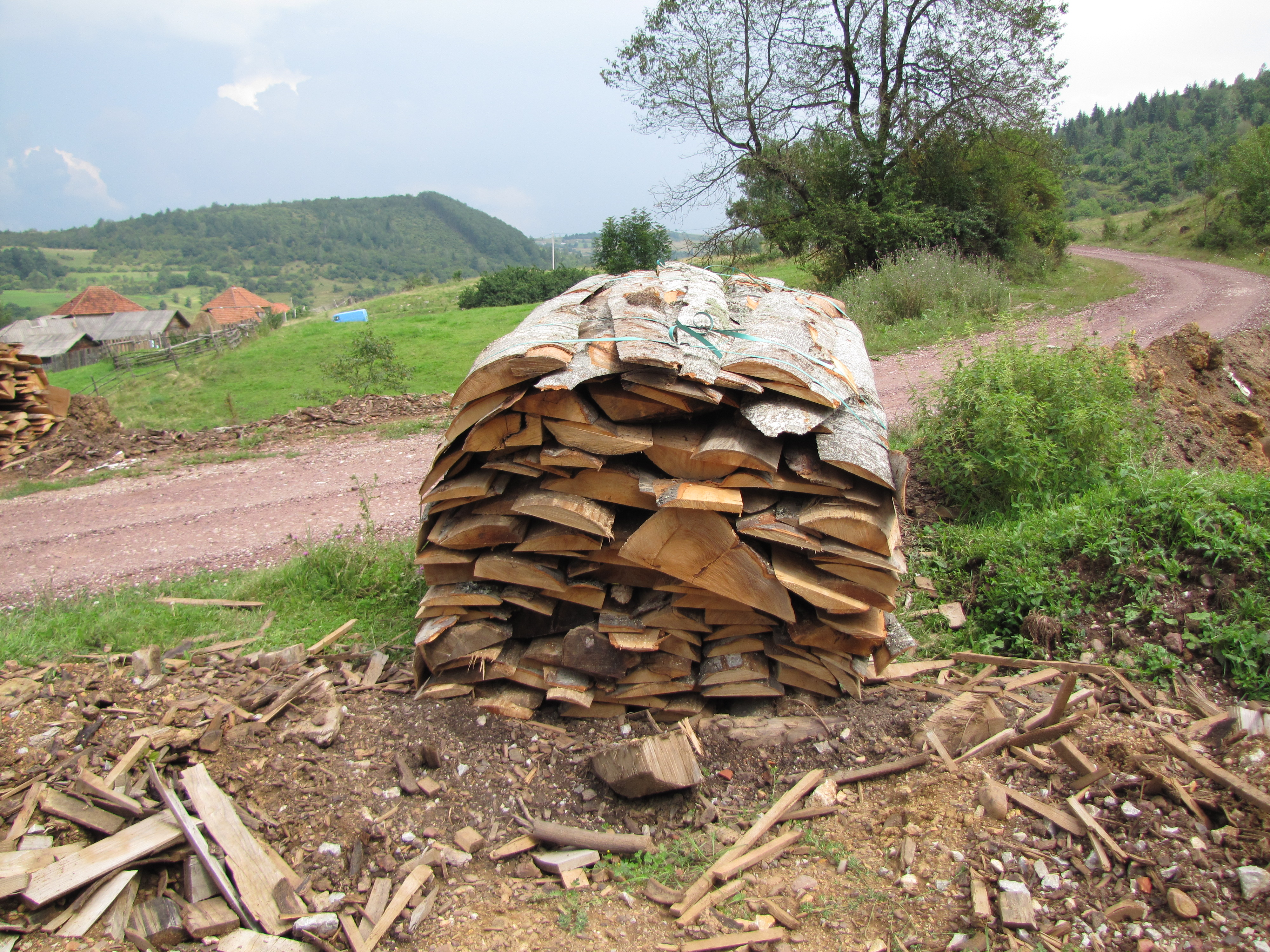
Industrierestholz, wie diese Schwarten, fallen bei der Holzbearbeitung an.

Als Restholz versteht man die Holzrückstände aus der Primärproduktion, die beim Einschlag im Wald, bei der Be- und Verarbeitung von Holz in der Industrie, sowie im Bauwesen und Bergbau anfallen.
Dazu zählen das Waldrestholz und Industrierestholz, unbehandelte Holzreste von Baustellen, Bergwerken (Gerüstbretter, Stützmaterial usw.). Dieses kann unproblematisch weiterverarbeitet werden.
Abzugrenzen ist Restholz von Altholz (auch Gebrauchtholz), da es sich hierbei um Holz handelt, das in irgendeiner Weise bereits verwendet wurde. Dieses kann nur teilweise wiederverwertet werden, zu den problematischen Holzabfällen zählen mit Holzschutzmittel behandeltes Holz, beschichtete Holzabfälle sowie Gemische aus problematischen Holzabfällen und anderem Holz.
Bisweilen wird Altholz jedoch auch als Restholz bezeichnet.

## Waldrestholz
Als Waldrestholz bezeichnet man in der Forstwirtschaft das im Schlagabraum und Durchforstungsholz enthaltene Restholz.
Waldrestholz besteht aus Bestandteilen des Schlagabraums: Schaftholz (Stubbenholz, Strunkholz) →Baumstumpf, Nichtderbholz (Reisholz), sowie Wipfeln, X-Holz (nichtverwertbares Derbholz und minderwertige Stammteile, stockfaule Erdstämme, sowie liegengelassene, gefällte Bäume).
Forstwirtschaftlich bezeichnet Waldrestholz bei der Angabe in Derbholzkubikmetern die Menge des nicht verwertbaren Derbholzes sowie bei der Angabe in Baumholzkubikmetern die nicht verwertbare Menge an Derbholz und Reisholz. Das Waldrestholz ist prinzipiell von Industrierestholz zu unterscheiden, das alle in der holzbearbeitenden und -verarbeitenden Industrie anfallenden Nebenprodukte, Rückstände und Abfälle umfasst.

### Nutzung
Es kann zum Teil als Industrieholz genutzt werden und es wird auch zu Faschinen verarbeitet. Auch wurden Versuche unternommen, um aus Waldrestholz Treibstoff zu gewinnen.→Choren Industries
Durch den erhöhten Bedarf an nachwachsenden Rohstoffen, vor allem im Bereich des Energieholzes, wird in zunehmendem Maße das Waldrestholz der Nutzung zugeführt. Häufig werden auch anhängendes Reisig und sogar Laub mit entnommen. Insbesondere im letzten Fall, werden dem Wald auch die sonst beim Verrotten freiwerdenden Nährstoffe entzogen. Je nach dem Grad der Nährstoffpufferung kann es später zur Mangelversorgung und nachfolgenden Mindererträgen kommen.
In Deutschland vergeben viele Forstämter Lesescheine an interessierte Privatleute. Diese dürfen damit auf dem zugewiesenen Teil einer Schlagfläche Leseholz vor allem zur Brennholznutzung entnehmen. Außerdem wird Waldrestholz zur Herstellung von Holzpellets genutzt oder gehäckselt und als Rindenmulch verkauft.
In Skandinavien, bei im Vergleich zu Deutschland um ein Mehrfaches höherer Pro-Kopf-Waldfläche, sind maschinelle Bündelsysteme im Einsatz, die nach einem Holzeinschlag und Abfuhr der nutzbaren Stämme auch das übrige Astmaterial einsammeln. Das Material wird zu Paketen mit einem Energiegehalt von ca. ein Megawatt-Stunde (MWh) geschnürt, die für die in Skandinavien sehr weit verbreitete energetische Nutzung von Biomasse (Bioenergie) verwendet werden.

## Industrierestholz

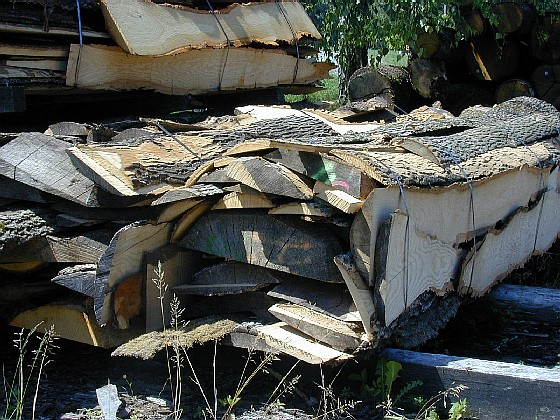
Gebündelte Schwarten in einem Sägewerk

Als Industrierestholz werden alle Hölzer bezeichnet, die als Nebenprodukte, Rückstände und Abfälle in der holzbearbeitenden und -verarbeitenden Industrie anfallen. Diese fallen bei der Produktion der gewünschten Hauptprodukte sowie bei verschiedenen Nebenprodukten der Holzwerkstoffindustrie (Spanplatten und andere) an und stehen vor allem für eine energetische Nutzung zur Verfügung. Auch ein Teil des Altholzes sowie insbesondere die Sägenebenprodukte fallen in diese Rohstoffgruppe. § 2 der Altholzverordnung definiert Industrierestholz als in Betrieben der Holzbe- oder -verarbeitung anfallende Holzreste sowie anfallende Verbundstoffe mit überwiegendem Holzanteil (mehr als 50 Masseprozent).
Industrierestholz kann in seiner Gesamtheit einen Anteil von 50 Prozent und mehr am gesamten verarbeiteten Stammholz ausmachen, die durchschnittliche Ausbeute der Sägewerke an Schnittholz beträgt etwa 65 bis 70 Prozent. Der Rest wird als Industrierestholz verwendet. In Deutschland fallen pro Jahr etwa acht bis zehn Millionen Tonnen an, von denen etwa ein Drittel energetisch genutzt werden kann.

### Zusammensetzung

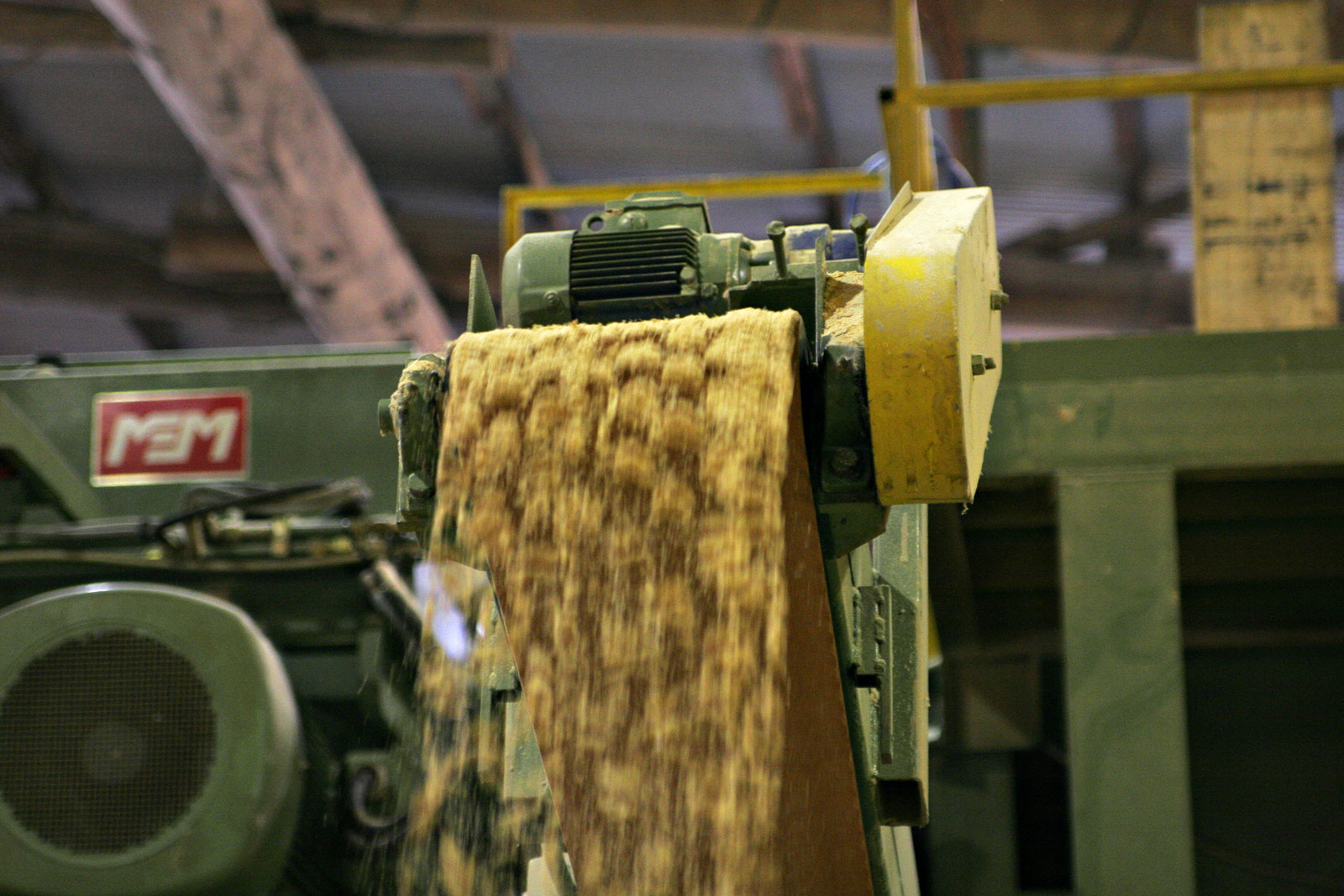
Anfallende Sägespäne in einem Sägewerk

Industrierestholz besteht entsprechend seiner Herkunft aus der holzverarbeitenden Industrie vor allem aus Holzresten in Form von Hackschnitzeln, Holzverschnitt, Schwarten, Spreißeln, Rindenstücken, Spänen und Holzstäuben.
Holzschwarten entstehen beim Einschneiden von Rundholz, während Verschnitt beziehungsweise Abschnitte beim Ablängen von Hölzern als Abfall erzeugt werden. Auch Spreißel fallen bei der Bearbeitung von Rohholz und Holzwerkstoffen an und können gemeinsam mit den Schwarten und Abschnitten zu Hackschnitzeln für die stoffliche und energetische Nutzung verarbeitet werden. Holzspäne und Schleifstäube werden ebenfalls gesammelt und können sowohl stofflich (Spanplatten) wie energetisch (Holzpellets) genutzt werden.

### Nutzung

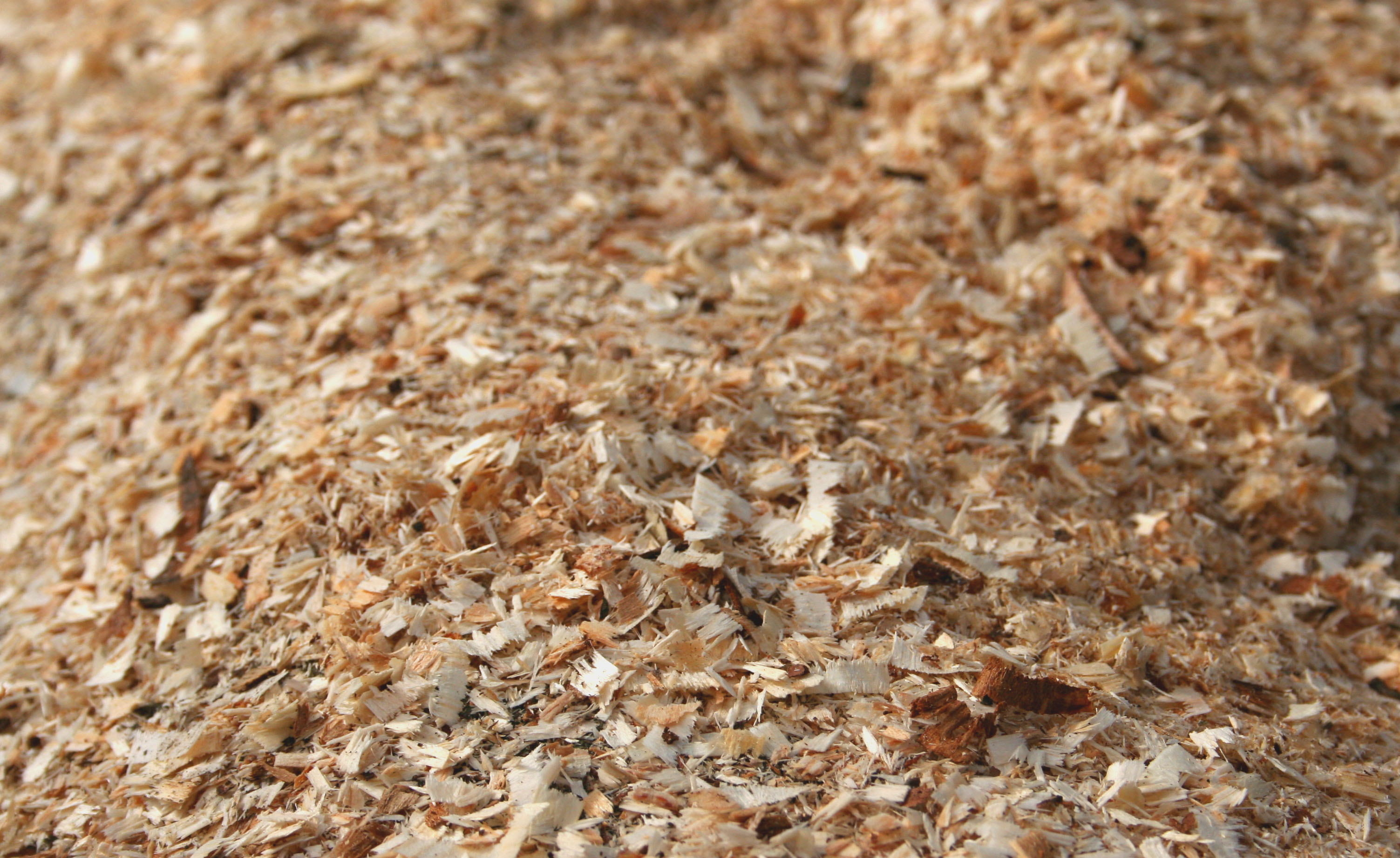
Sägespäne

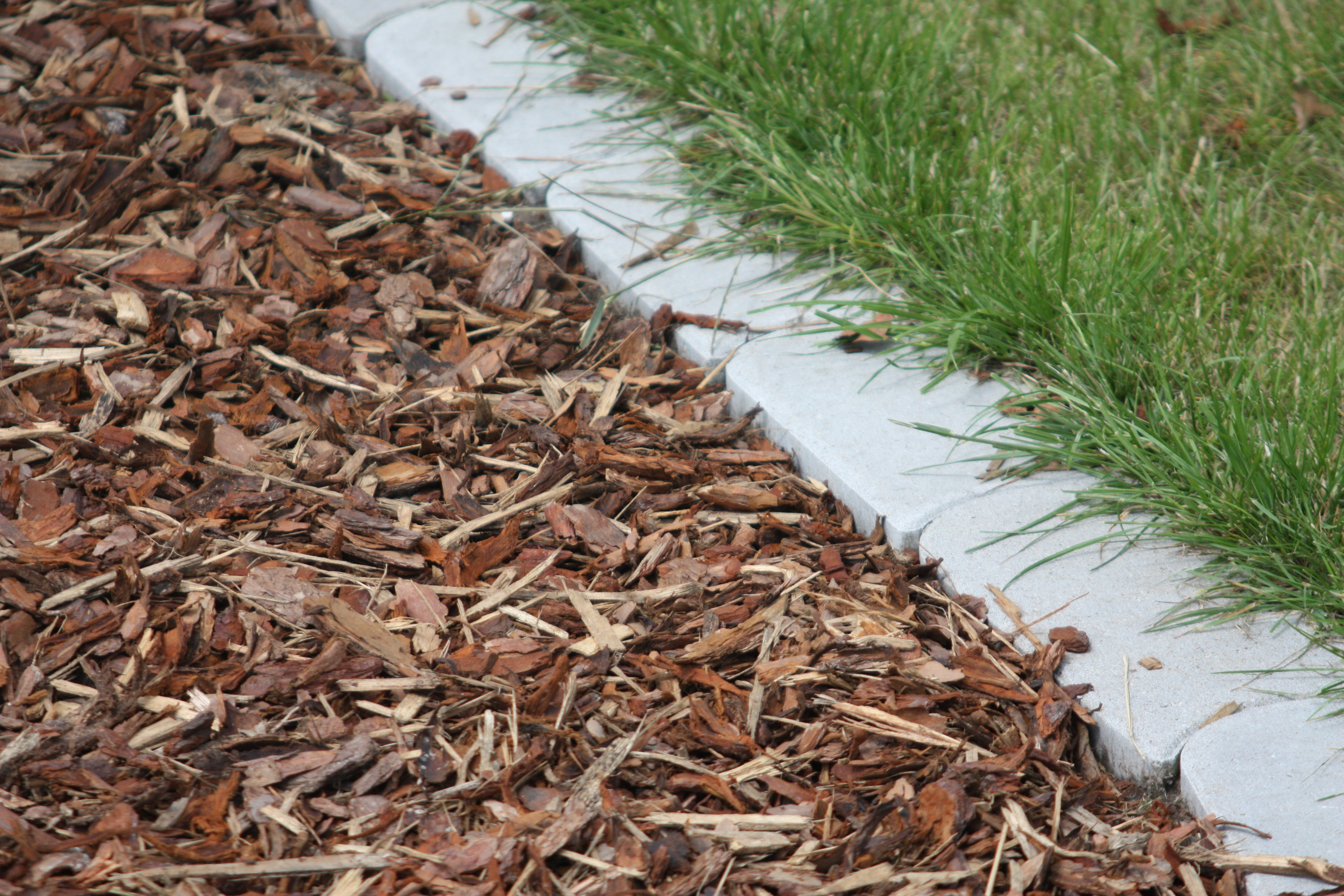
Rindenmulch

Industrierestholz wird zum größten Teil energetisch als Brennstoff genutzt, obwohl für viele dieser Materialien der Einsatz in einer stofflichen Nutzung, insbesondere in der Holzwerkstoffindustrie, eine große Wertschöpfung bedeutet. Die in Deutschland anfallenden Mengen an Sägenebenprodukten (als Teil der Industrierestholzmenge) werden praktisch komplett genutzt und decken gut ein Drittel des Rohstoffbedarfs der Holzwerkstoffindustrie. Der Anteil der Sägenebenprodukte am Holz von Spanplatten liegt bei rund 50 Prozent, bei der Mitteldichten Faserplatte (MDF) sind es 70 Prozent. Die Holzschliff- und Zellstoffindustrie verarbeitet vergleichsweise geringe Mengen.
Der Bedarf an Resthölzern für die Pelletproduktion und Hackschnitzel zur Energieerzeugung nimmt seit einigen Jahren stark zu und erhöht damit die Nachfrage nach diesem Rohstoff. Da es sich um Kuppelprodukte handelt, hängt das Angebot an Sägenebenprodukten vor allem von der Nachfrage nach Schnittholz ab. Eine Steigerung der Nachfrage, wie sie derzeit durch die vermehrte energetische Nutzung der Fall ist, kann zu einer Verknappung mit Preissteigerung führen, so dass anstelle von Sägenebenprodukten verstärkt andere Rohstoffquellen wie sonstige Industrieresthölzer oder Waldrestholz genutzt werden.
Im Gegensatz zu anderen Industrieresthölzern sind Rindenreste aufgrund ihres hohen Wasseranteils und Verschmutzungen nur selten stofflich nutzbar. Sie werden zu einem gewissen Anteil zur Herstellung von Rindenkompost verwendet, der als Mulchmaterial im Garten- und Landschaftsbau dient. Ein weiterer Teil wird in entsprechenden Feuerungsanlagen verbrannt.